# Guillaume Blot
Guillaume Blot (Saint-Malo, 28 de marzo de 1985) es un ciclista francés que fue profesional de 2009 a 2012. 

## Palmarés
2008
- 1 etapa de la Ronde de l'Oise

2011
- 1 etapa del Tour de Normandía
- Gran Premio de Fourmies

## Resultados en Grandes Vueltas
| Carrera | Carrera         | 2009 | 2010 | 2011 | 2012 |
| ------- | --------------- | ---- | ---- | ---- | ---- |
|         | Giro de Italia  | —    | Ab.  | —    | —    |
|         | Tour de Francia | —    | —    | —    | —    |
|         | Vuelta a España | —    | —    | —    | —    |

—: no participa

Ab.: abandono